# Polina Jemtchoujina
Polina Semionovna Jemtchoujina (en russe : Полина Семёновна Жемчужина), née Perle Solomonovna Karpovskaïa le 11 mars 1897 à Polohy et morte le 1er avril 1970 à Moscou, est une femme d'État soviétique. Elle était l'épouse du ministre soviétique Viatcheslav Molotov.

## Biographie

### Jeunesse
Fille d'un modeste tailleur juif, elle naît dans le village de Polohy, près d'Alexandrovsk, dans le gouvernement de Iekaterinoslav (aujourd'hui l'oblast de Zaporijia, en Ukraine).

### Ascension politique
Elle rejoint la fraction bolchevik du Parti ouvrier social-démocrate de Russie en 1918 et devient « commissaire à la propagande » au sein de l'Armée rouge pendant la guerre civile russe. En tant que communiste, elle change son nom de famille en Jemtchoujina, ce qui signifie « perle » (traduction de son ancien prénom).
En 1921, elle épouse Viatcheslav Molotov, alors membre du Comité central du PCUS. Elle grimpe rapidement dans la hiérarchie étatique soviétique, travaillant au commissariat du peuple à l'Alimentation sous la direction d'Anastase Mikoïan avant de devenir commissaire du peuple à la Pêche, en 1939. La même année, elle est élue membre du Comité central,. Elle demanda également à Staline la création d’une industrie cosmétique soviétique, ce qui se traduisit par son placement, avec l’aide de Mikoïan, à la tête de la société de parfumerie T.J..

### Relations tendues avec Staline
Durant les années 1920, sa sœur émigre en Palestine, alors sous mandat britannique ; son frère est un homme d'affaires qui a fait fortune aux États-Unis. Selon l'historien Jaurès Medvedev, Staline est très méfiant à l'égard de la femme de Molotov, pensant même qu'elle l'influençait de manière négative. Il demande alors à Molotov de divorcer.
Dans la cité constructiviste des quais de la Moskova où résident les principaux apparatchiks, les Molotov occupent l'appartement voisin des Staline. Polina Jemtchoujina et la femme de Staline, Nadejda Allilouïeva, deviennent ainsi des amies proches. En novembre 1932, Polina soutient son amie, sévèrement réprimandée lors d'un dîner en compagnie d'amis. Le lendemain matin, Nadejda Allilouïeva est retrouvée morte : c'est apparemment un suicide. Cet événement alimente dès lors une haine secrète de Staline envers celle qui fut la dernière à parler à son épouse.
Lors d'une réunion secrète du Politburo, le 10 août 1939, le point 33 de l'ordre du jour concerne « la camarade Jemtchoujina » et ses présumées « connexions avec des espions ». Cela conduit à une demande de vérification auprès du NKVD. Comme il était d'usage au cours des Grandes Purges, plusieurs de ses collègues sont arrêtés et interrogés, mais les « preuves » (souvent acquises par la torture) contre elle sont si contradictoires, que le Politburo conclut que « les allégations sur la participation de la camarade Jemtchoujina à des actes de sabotage et d'espionnage sont diffamatoires ». Toutefois, elle est sévèrement réprimandée et rétrogradée pour avoir « eu sans le savoir des contacts avec des éléments ennemis, facilitant ainsi leurs missions d'espionnage ». En février 1941, elle est exclue du Comité central.

### Liens avec la culture juive
Pendant la Seconde Guerre mondiale, Polina Jemtchoujina soutient activement le Comité antifasciste juif et se lie d'amitié avec bon nombre de ses membres éminents, comme Solomon Mikhoels. Elle assiste régulièrement à des spectacles du théâtre d'État juif de Moscou. Elle se lie d'amitié avec Golda Meir, qui arrive à Moscou en novembre 1948, en tant que première ambassadrice israélienne en URSS.

### Arrestation et réhabilitation

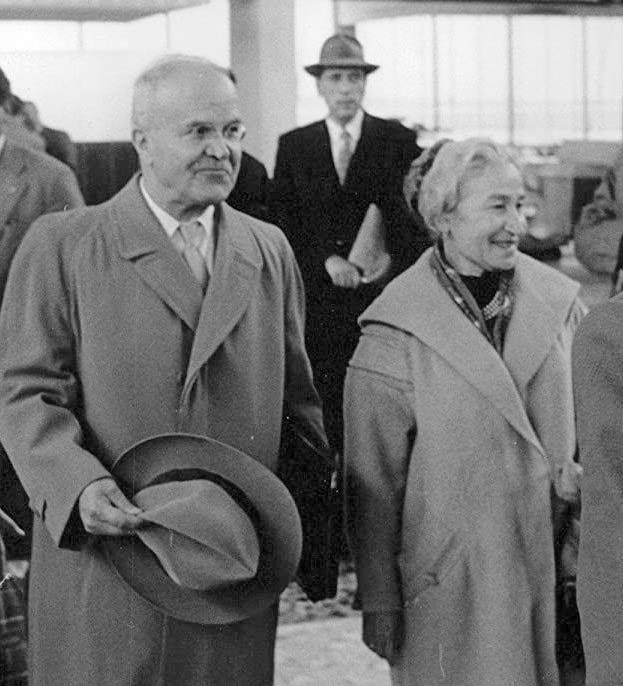
Molotov et son épouse Jemtchoujina en 1960.

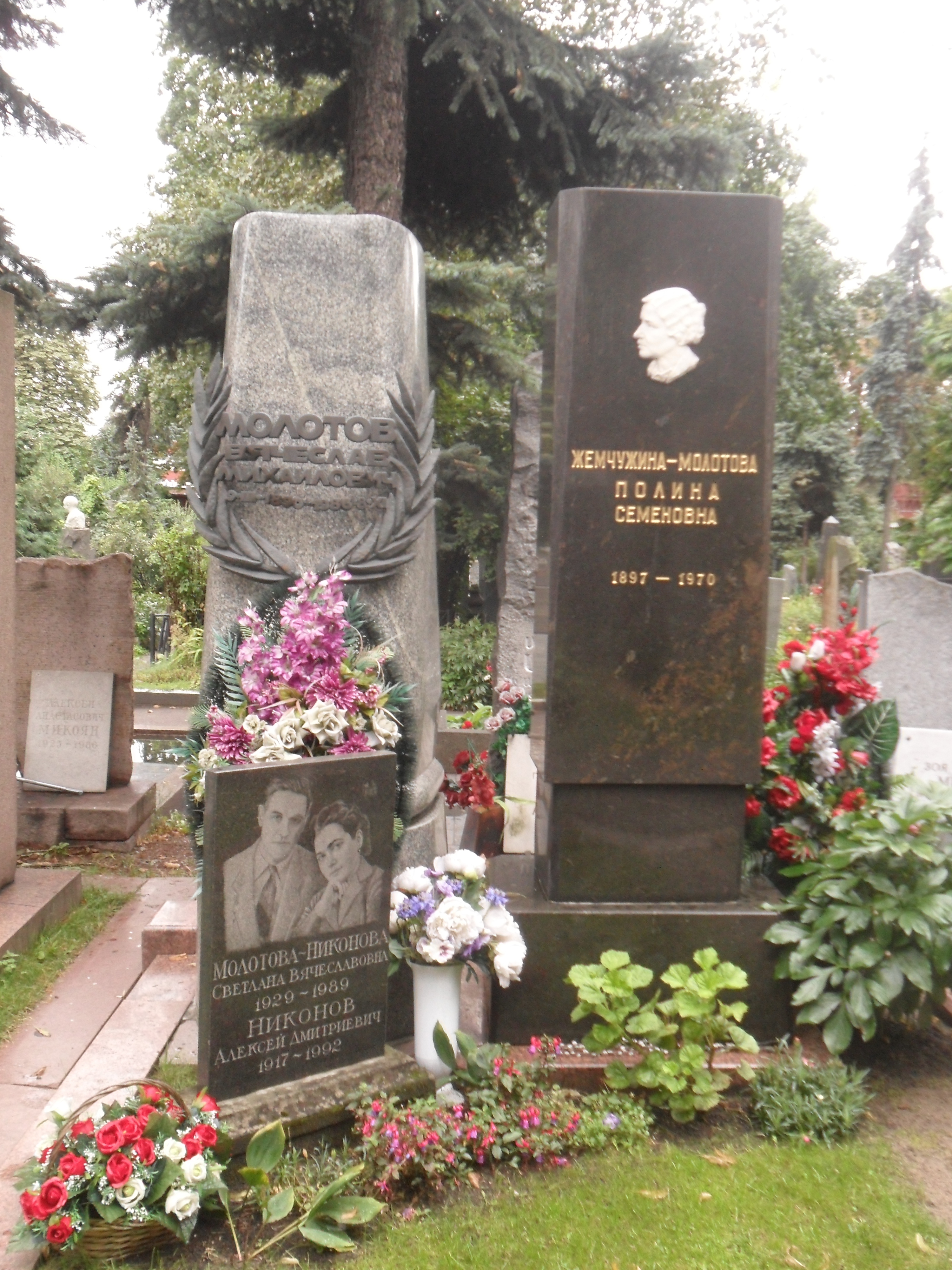
Tombe.

C'est le prétexte que Staline attendait : Jemtchoujina est arrêtée en décembre 1948 pour « trahison », sur des accusations forgées de toutes pièces, après son divorce avec Molotov. Elle est condamnée à cinq années de relégation dans l'oblast de Koustanaï, au Kazakhstan. Après la mort de Staline, en mars 1953, elle est réhabilitée et retrouve finalement son mari grâce à Beria.
Le couple, remarié, vit alors comme des staliniens impénitents dans l'immeuble Granovski, près du Kremlin. Elle meurt en 1970 à l'âge de 73 ans. Elle est enterrée au cimetière de Novodevitchi.

## Vie privée et personnalité
Ambitieuse, elle fut qualifiée par Anastase Mikoïan de « capable, intelligente et vigoureuse », mais « hautaine ». Assez snob, elle s’étonnait de la modestie des familles des autres dirigeants, réprimandant la femme d’Anastase Mikoïan pour la pauvreté des vêtements de ses enfants alors qu’elle était « femme d’un membre du Politburo ». Elle eut une fille unique de son mari Viatcheslav Molotov, prénommée Svetlana (1929-1989) qui fit des études d'histoire et épousa un universitaire. Ils eurent un fils, Viatcheslav Nikonov (né en 1956), député et auteur de biographies sur Molotov.